# 深愛
「深愛」（しんあい）は、水樹奈々の楽曲。19枚目のシングルとして2009年1月21日にキングレコードから発売された。

## 概要
発売日の1月21日は、水樹自身の誕生日でもある。1月に作品を発表することはそれまでにも数度あったが、誕生日に発売するのは初めて。水樹奈々の作品としては、デビューシングル（1作目）の『想い』以来となる日本語タイトル。また、漢字のみのタイトルは、シングル「SUPER GENERATION」収録の「光」以来。前作『Trickster』と同じく、収録3曲全てにタイアップが付いており、3曲共「“懐かしい印象”という点でリンクしている。」と語っている。なお初回盤は“特製ホワイトケース仕様”となっている。

## チャート成績
2009年1月21日付オリコン・シングルデイリーチャートで自身初の1位を獲得。当時、声優のシングルによる同チャートの1位獲得は、FictionJunction YUUKAの『焔の扉』以来約3年4か月ぶり。ただし、FictionJunction YUUKAは厳密にはユニットでありまた金曜発売であるため、通常の水曜日発売でなおかつソロではデイリーチャート公開以降では声優初である。
2009年2月2日付週間シングルチャートでは、前作『Trickster』に続き2位を獲得。同チャートでの2位獲得は自己最高タイ記録であり4度目、『SECRET AMBITION』（2007年）以来3年連続での獲得となった。また、シングル連続TOP10入りも8作連続（通算9作目）となり、林原めぐみと並び声優タイ記録となった。
2009年のA&Gメディアステーション こむちゃっとカウントダウン年間ランキングで1位を獲得した。
水樹は2009年2月5日にNHK総合で放送された『MUSIC JAPAN』に初出演し、表題曲『深愛』を歌った。これは2009年1月にNHKホールにてライブ収録されたもので、この収録には後述の上松美香も参加している。なお、この出演がきっかけで、2009年4月からは同番組のナレーションを担当するようになった。
表題曲『深愛』は、2009年に水樹が声優初のNHK紅白歌合戦（第60回NHK紅白歌合戦）出場を果たした時に歌唱した曲である。

## 収録曲
1. 深愛 [4:53]
作詞：水樹奈々、作曲：上松範康（Elements Garden）、編曲：藤間仁（Elements Garden）
テレビアニメ『WHITE ALBUM』1st Season オープニングテーマ
日本テレビ系列放送『音楽戦士 MUSIC FIGHTER』2009年1月パワープレイ
本作のタイトル曲であり、タイアップ作品であるテレビアニメ『WHITE ALBUM』のイメージで書き下ろされたバラード。
曲名は当初、「LOVE」を用いて試行錯誤[注 2]していたが、そのうちに「日本語が良い、漢字にしよう」ということで考えついた造語とのこと。作詞をする際、聴いた曲および『WHITE ALBUM』のイメージからバラードの方向に決めたという。詞を書き上げたのは父親の亡くなった7日後でありレコーディングはその2日後である。
『SECRET AMBITION』収録のバラード曲「Heart-shaped chant」に続いて作曲者の上松範康の妹であり、編曲者の藤間仁の妻であるアルパ奏者の上松美香が演奏に参加。美香はPVにも出演している他、前述の第60回NHK紅白歌合戦でも演奏に参加した。
2. PRIDE OF GLORY [4:38]
作詞：Hibiki、作曲・編曲：渡辺未来
日本テレビ放送『ラジかるッ』2009年1月エンディングテーマ
テンポの速いダンスナンバー。水樹曰く、曲は90年代のユーロビート、歌詞は日本語に聞こえる英詞を取り入れた「Astrogation」の続編。
3. 午前0時のBaby Doll [4:20]
作詞：SAYURI、作曲：杉田陽平　編曲：nishi-ken
TOKYO FM『GOLD RUSH 水樹奈々のMの世界』エンディングテーマ
作詞者のSAYURIと水樹とで話し合いながら制作され、「80年代のポップス」「大人のシンデレラ」というイメージが含まれているとのこと。曲そのものは「Astrogation」が制作された頃から存在していた。

## 演奏参加
全曲のボーカル（コーラス）を水樹奈々が担当。
- 「深愛」
  - ドラムス：村石雅行
  - ベース：美久月千晴
  - ギター：渡辺格（cherry boys）
  - アルパ：上松美香
  - ストリングス：篠崎正嗣Strings
  - オーボエ：石橋雅一
  - その他全ての音源、プログラミング：藤間仁（Elements Garden）
- 「PRIDE OF GLORY」
  - コーラス：kanami watanabe
  - その他全ての音源：渡辺未来
- 「午前0時のBaby Doll」
  - キーボード、ギター、プログラミング：nishi-ken
  - コーラス：唄奴

## 収録作品
| 曲名           | 収録作品名                                   | 作品種類           | 発売日         | 備考                                             |
| -------------- | -------------------------------------------- | ------------------ | -------------- | ------------------------------------------------ |
| 深愛           | ULTIMATE DIAMOND                             | オリジナルアルバム | 2009年11月14日 | 7thオリジナルアルバム                            |
| 深愛           | THE MUSEUM II                                | ベストアルバム     | 2011年11月23日 | 2ndベストアルバム                                |
| 深愛           | NANA MIZUKI LIVE DIAMOND×FEVER               | DVD                | 2009年12月23日 | 8thライブ・ビデオ                                |
| 深愛           | NANA MIZUKI LIVE GAMES×ACADEMY               | DVD                | 2010年12月22日 | 9thライブ・ビデオ                                |
| 深愛           | NANA MIZUKI LIVE GRACE -ORCHESTRA-           | DVD                | 2011年10月5日  | 10thライブ・ビデオ                               |
| 深愛           | NANA MIZUKI LIVE CASTLE×JOURNEY -KING-       | DVD                | 2012年5月2日   | 11thライブ・ビデオ                               |
| 深愛           | NANA MIZUKI LIVE CIRCUS×CIRCUS+×WINTER FESTA | DVD                | 2014年5月28日  | 13thライブ・ビデオ                               |
| 深愛           | ROCKBOUND NEIGHBORS                          | DVD                | 2012年12月12日 | 同梱DVD内「平安神宮奉納公演 ～蒼月之宴～」に収録 |
| 深愛           | NANA CLIPS 5                                 | DVD                | 2010年10月27日 | 5thPV集                                          |
| PRIDE OF GLORY | NANA MIZUKI LIVE DIAMOND×FEVER               | DVD                | 2009年12月23日 | 8thライブ・ビデオ                                |

## カバー
- 小木曽雪菜（米澤円） - 2012年8月10日発売のアルバム『WHITE ALBUM2 ORIGINAL SOUNDTRACK 〜setsuna〜』に収録。
- Roselia［湊友希那（相羽あいな）］ - 2017年12月18日にゲーム『バンドリ! ガールズバンドパーティ!』に追加収録。編曲は都丸椋太（Elements Garden）。2019年3月16日発売の『バンドリ！ ガールズバンドパーティ！ カバーコレクション Vol.2』でCD初収録。
- 乙宗梢（花宮初奈） - 2023年5月20日リリースのゲーム『Link!Like!ラブライブ!』に初期収録。

## 自叙伝
2011年1月19日に幻冬舎から発売された水樹の自伝。
1月23日にAmazonの「本のベストセラー」で1位を獲得した後、オリコンランキングでも2011年1月31日付書籍ランキングBOOK（総合）で16,780部を記録し、初登場14位を獲得した。
発売から1年経った2012年1月21日には電子書籍版が発売され、2014年1月14日には撮り下ろしカバーとカラーグラビア、プロデューサーの三嶋章夫との対談等を収録した文庫版が幻冬舎文庫から発売された。